# Horst von Allwörden
Horst Hermann von Allwörden (* 12. Mai 1964; † 8. September 2023) war ein deutscher Autor von Fantasyromanen.

## Leben
Horst von Allwörden wuchs im Kehdinger Land auf und absolvierte nach der Schule eine Ausbildung zum Kaufmann im Groß- und Außenhandel. Bereits als Jugendlicher war er im Fandom aktiv und spezialisierte sich auf Fantasyliteratur. Von Allwörden trat diversen literarischen Klubs und Aktionsgruppen bei und gründete im Laufe der Zeit eine Reihe von Fanzines, unter anderem Zauberspiegel sowie Zauberstern. Laut eigener Aussage verantwortete er nahezu sechzig Fanmagazine. Zudem wirkte er als Rezensent und schrieb als Autor erste Romanhefte.
Bekanntheit erlangte er durch die Zusammenarbeit mit dem Tolkien-Experten Helmut W. Pesch, aus der Die Ringe der Macht sowie Der Ring der Zeit in Kooperation hervorgingen.
Hauptberuflich arbeitete von Allwörden als Callcenteragent und wohnte in Stade. Er verstarb am 8. September 2023.

## Werke
- Der Ring der Zeit. Bastei Lübbe, Bergisch Gladbach, 2008, ISBN 978-3-404-28525-9. (mit Helmut W. Pesch)
- Die Ringe der Macht. Bastei Entertainment, Köln, 2013, ISBN 978-3-8387-4757-6. (mit Helmut W. Pesch)
- Prăstenite na silata. Izdat. „Litera Prima“, Sofia, 2000, ISBN 954-738-030-3. (mit Helmut W. Pesch)